# デャナ・ヤノシュチャーコヴァー
デャナ・ヤノシュチャーコヴァー（スロバキア語: Diana Janošťáková, 1984年9月29日 - ）は、チェコスロバキア出身の女性、スロバキア、チェコのフィギュアスケート選手（女子シングル、アイスダンス）。アイスダンスのパートナーはイジー・プロハースカ。
1999-2000年シーズンのスロバキアフィギュアスケート選手権女子シングル優勝。2004-05年シーズンチェコフィギュアスケート選手権アイスダンス優勝、2004年パベルロマンメモリアル、同年ゴールデンスピンアイスダンス優勝。

## 経歴
1984年チェコスロバキアのブラチスラヴァに生まれ、1993年からスケートを始める。
女子シングルの選手として1998-99年シーズンのスロバキアフィギュアスケート選手権ジュニアクラスで優勝、翌年には16歳でシニアクラス優勝し、世界ジュニアフィギュアスケート選手権に出場した。スロバキア選手権ではこの後2シーズン続けて2位となる。この間国際競技会には多数出場したものの、世界フィギュアスケート選手権やオリンピック、ヨーロッパフィギュアスケート選手権への出場はなかった。
2003年、チェコのトップアイスダンサーイジー・プロハースカとカップルを組む（カップルはチェコに所属）。2004-05年シーズンにはパベルロマンメモリアルで国際競技会に初優勝、ゴールデンスピンでも優勝した。またISUグランプリシリーズにも出場したが、シーズン終了後にカップルを解散した。

## 主な戦績

### アイスダンス
| 大会/年           | 2003-04 | 2004-05 |
| ----------------- | ------- | ------- |
| 世界選手権        | 25      |         |
| ヨーロッパ選手権  |         | 19      |
| チェコ選手権      | 2       | 1       |
| GP ロシア杯       |         | 10      |
| GP スケートカナダ |         | 10      |
| GP ボフロスト杯   |         |         |
| ロマン記念        |         | 1       |
| ゴールデンスピン  |         | 1       |
| ネペラ記念        |         |         |
| ネーベルホルン杯  | 5       |         |
| ユニバーシアード  |         | 8       |

#### 詳細
| 2004-2005 シーズン  |                                                        |          |          |          |           |
| 開催日              | 大会名                                                 | CD       | OD       | FD       | 結果      |
| 2005年1月25日-30日  | 2005年ヨーロッパフィギュアスケート選手権（トリノ）     | 21 19.97 | 20 35.65 | 19 63.90 | 19 119.52 |
| 2004年11月25日-28日 | ISUグランプリシリーズ ロシア杯（モスクワ）             | 10 24.56 | 10 39.01 | 10 68.34 | 10 131.91 |
| 2004年11月12日-13日 | 2004年ゴールデンスピン（ザグレブ）                     | 2        | 1        | 1        | 1         |
| 2004年10月28日-31日 | ISUグランプリシリーズ スケートカナダ（ハリファックス） | 11 24.99 | 10 36.94 | 9 66.71  | 10 128.64 |
| 2004年10月19日-21日 | 2004年パベルロマンメモリアル（オロモウツ）             | 1        | 1        | 1        | 1         |

| 2003-2004 シーズン |                                                    |    |    |    |      |
| 開催日             | 大会名                                             | CD | OD | FD | 結果 |
| 2004年3月22日-28日 | 2004年世界フィギュアスケート選手権（ドルトムント） | 14 | 25 | -  | 25   |
| 2003年9月3日-6日   | 2003年ネーベルホルン杯（オーベルストドルフ）       | 5  | 5  | 5  | 5    |

### 女子シングル
| 大会/年               | 1998-99 | 1999-00 | 2000-01 | 2001-02 |
| --------------------- | ------- | ------- | ------- | ------- |
| スロバキア選手権      | 1 J     | 1       | 2       | 2       |
| ゴールデンスピン      |         |         | 12      |         |
| ネペラ記念            |         |         | 9       | 12      |
| シェーファー記念      |         |         | 13      |         |
| 世界Jr.選手権         |         | 35      |         |         |
| JGPサルコウ杯         |         |         |         | 16      |
| JGPチェコスケート     |         |         | 12      |         |
| JGPスケートスロベニア |         | 15      |         |         |
| JGP SNPバンスカー     | 21      |         |         |         |
| グランプリSNP         |         |         | 4 J     | 1 J     |